# Мария Хоновска
Ма̀рия Беата Хоно̀вска, с родово име Бродо̀вска (на полски: Maria Beata Honowska) е полска езиковедка полонистка и славистка, професор в Ягелонския и Нансийския университет (1968 – 1970), гост-професор в университета на Клермон-Феран (1980 – 1982), член на Полската академия на знанията, действителен член на Полската академия на науките, носителка на Кавалерски кръст на Ордена на Възраждане на Полша, участничка във Варшавското въстание.

## Трудове
- Słowotwórstwo przymiotnika w języku staro-cerkiewno-słowiańskim (1960)
- Zarys klasyfikacji polskich derywatów (1967)
- Ewolucja metod polskiego słowotwórstwa synchronicznego (1979)
- Geneza złożonej odmiany przymiotników w świetle faktów języka staro-cerkiewno-słowiańskiego (1963)
- Problemy historii fleksji słowiańskiej na tle nowszych ujęć synchronicznych (1975)